# انتخابات قيادة الليكود 2014
تم إجراء انتخابات قيادة من قبل حزب الليكود في 31 ديسمبر 2014. وفاز بها رئيس الوزراء الحالي وزعيم الليكود بنيامين نتنياهو.

## خلفية
وكان من المتوقع منذ البداية أن يترشح بنيامين نتنياهو لإعادة انتخابه. بقيادة ائتلاف هش للغاية, أراد رئيس الوزراء تعزيز دعمه الداخلي من خلال إجراء انتخابات أولية مبكرة للغاية, قبل سنوات من التاريخ المحدد لانتخابات محتملة. ومع ذلك, انهارت الحكومة في ديسمبر 2014, وتم إجراء انتخابات مبكرة في 17 مارس 2015, قبل أكثر من عامين من الوقت اللازم.

## توقيت
أظهر استطلاع مبكر أن رئيس الوزراء سيخسر أمام جدعون ساعر في الانتخابات التمهيدية. لذلك, طلب نتنياهو من لجنة الليكود المركزية رفع موعد 6 كانون الثاني (يناير) إلى 31 كانون الأول (ديسمبر), للتأكد من أن ساعر لم يكن لديه الوقت لشن حملة. ساعر اعترض على الاقتراح.
تم تقديم الاقتراح إلى اللجنة المركزية البالغ عددها 3,000 عضو, الذين صوتوا في استفتاء صغير عبر الاقتراع السري في عشرة مراكز اقتراع في جميع أنحاء البلاد في 10 ديسمبر 2014. في حين لم يعلن حزب الليكود عن الأرقام, قال متحدث باسم الحزب إن 2,300 من أصل 3,700 من أعضاء الحزب المؤهلين أدلوا بأصواتهم على الإجراء, والذي اعتبره البعض اختبارًا حقيقيًا لشعبية رئيس الوزراء داخل الحزب. بعد موافقة أعضاء الليكود, قامت المحكمة الداخلية لليكود بتحويل موعد الانتخابات إلى 6 يناير 2015 لأن التصويت افتقر إلى أغلبية الثلثين. واستأنف نتنياهو القرار. قبلت هيئة من القضاة الاستئناف في 17 ديسمبر 2014, وسمحت بإجراء الانتخابات التمهيدية في 31 ديسمبر 2014.

## مرشحين
المرشحون المعلنون هم:
- بنيامين نتنياهو, شاغل المنصب ورئيس وزراء إسرائيل[13]
- داني دانون, رئيس حزب الليكود العالمي.[14][15]

كان جدعون ساعر مرشحًا محتملًا, لكنه أعلن في 11 ديسمبر 2014 أنه لن يرشح نفسه لقيادة الحزب. سحب عضو الكنيست موشيه فيغلين في 18 كانون الأول 2014, بعد أن قضت محكمة الليكود بإجراء الانتخابات التمهيدية لرئيس الوزراء وقائمة الليكود الانتخابية في وقت واحد.

## جدل أهلية نتنياهو
ودعا شاي جليلي, المراقب المالي للحزب, إلى جلسة تحقيق تركز على استخدام نتنياهو المفترض لـ «موارد الحزب» لتعزيز ترشيحه خلال الانتخابات التمهيدية لليكود ؛ أسفرت جلسة الاستماع عن عدم أهلية نتنياهو كمرشح لمنصب الرئيس ومكان على قائمة الانتخابات. سمح لنتنياهو بالترشح.

## الاقتراع
أظهرت استطلاعات الرأي المبكرة أن رئيس الوزراء سيخسر أمام جدعون ساعر في الانتخابات التمهيدية.

## نتائج
| مرشح            | الأصوات | النسبة المئوية |
| --------------- | ------- | -------------- |
| بنيامين نتنياهو |         | 75٪            |
| داني دانون      |         | 19٪            |
| امتنع           |         | 6٪             |

## قائمة الحزب
في التصويت الأولي على المقاعد في القائمة الانتخابية لحزب الليكود في انتخابات الكنيست, فشل عضوا الكنيست الحاليان موشيه فيجلين وتسيبي هوتوفلي, وكلاهما ينتميان إلى اليمين في الحزب, في الفوز بمراكز عالية بما يكفي في القائمة للحصول على فرصة واقعية للظهور. انتُخبت لعضوية الكنيست, بينما فاز وزير الداخلية جلعاد أردان بالمركز الثاني في القائمة, خلف نتنياهو, وصعدت ميري ريغيف إلى المركز الرابع من المركز الثاني عشر. سقط فيجلين, الذي احتل المركز الثالث عشر في الكنيست المنتهية ولايته, إلى المركز السادس والثلاثين غير الواقعي, وسقطت حوتوفلي من المركز الثامن عشر إلى المركز السادس والعشرين. حصل الليكود على 18 مقعدًا في الكنيست التاسع عشر, ومن المتوقع داخليًا أن يفوز بـ 24 مقعدًا كحد أقصى في الانتخابات القادمة.
بعد فرز جميع الأصوات, سيكون رأس قائمة الليكود في الكنيست على النحو التالي: 
1. بنيامين نتنياهو
2. جلعاد أردان
3. يولي أدلشتين
4. يسرائيل كاتس
5. ميري ريغيف
6. سيلفان شالوم
7. موشيه يعالون
8. زئيف إلكين
9. تساحي هنغبي
10. داني دانون
11. خانة مخصصة لمرشح من اختيار نتنياهو
12. يوفال شتاينتس
13. جيلا جمليل
14. ياريف ليفين
15. أوفير أكونيس
16. دافيد بيتان (خانة مخصصة لمرشح منطقة شفيلا)
17. حاييم كاتز
18. جاكي ليفي (خانة مخصصة لمرشح من منطقة الجليل)
19. يوآف كيش (خانة مخصصة لمرشح منطقة تل أبيب الكبرى)
20. آفي ديختر
21. دودو امسالم (خانة مخصصة لمرشح من منطقة القدس)
22. ميكي زوهار (خانة مخصصة لمرشح من منطقة النقب)
23. خانة مخصصة لمرشح من اختيار نتنياهو
24. أيوب قرا
25. نافا بوكر
26. تسيبي هوتوفلي
27. افراهام ناجوسا (مكان مخصص للمهاجر)